# U.S. Route 321
La U.S. Route 321 (US 321) est une US Route auxiliaire de la US 21. Elle parcourt 516,90 miles (831,90 km) depuis Hardeeville, Caroline du Sud jusqu'à Lenoir City, Tennessee; les deux endroits servant de terminus sud. La route atteint son point le plus au nord à Elizabethton, Tennessee, au nord-est de Johnson City. En raison de son tracé inhabituel "nord–sud–nord", la US 321 croise l'I-40 et la US 70 à trois endroits différents. La route joue un rôle différent selon l'état: Une route alternative aux autoroutes inter-états en Caroline du Sud, une route importante en Caroline du Nord et une route panoramique au Tennessee.

## Description du tracé
|       | mi     | km     |
| ----- | ------ | ------ |
| SC    | 217,20 | 349,50 |
| NC    | 105,50 | 169,80 |
| TN    | 194,20 | 312,50 |
| Total | 516,90 | 831,80 |

### Caroline du Sud
La US 321 offre un lien direct entre Savannah et Columbia, servant d'alternative aux I-95 et I-26. La route débute à Hardeeville, à l'intersection avec la US 17 dans le sud de l'état. Elle est d'abord une route à deux voies traversant, vers le nord, des zones peu habitées en passant par Estill, Fairfax et Denmark en direction de Columbia. Elle passe ensuite par Neeses, North et Swansea, où elle devient une voie rapide à quatre voies. Elle continue vers le nord et, à Dixiana, rencontre la US 21. Les routes forment un multiplex dans la région de Columbia. Les routes traversent la ville et se séparent au nord de celle-ci. La US 321 redevient une route à deux voies alors qu'elle passe par Winnsboro, Chester, York et Clover avant d'atteindre la frontière de la Caroline du Nord à Bowling Green.

### Caroline du Nord
La US 321 est une route importante de l'ouest de la Caroline du Nord. Elle constitue une alternative à l'I-77, laquelle traverse une région métropolitaine achalandée, celle de Charlotte, ainsi qu'à la US 221, laquelle est plus sinueuse dans les Appalaches.
La route entre dans l'état au sud de Gastonia. Elle est une voie rapide jusqu'à Gastonia. Après avoir traversé la ville, elle prend la forme d'une autoroute et continue son trajet vers le nord. Elle passe par High Shoals, Lincolnton et Hickory où elle devient un boulevard urbain. Après cette ville, elle continue son trajet vers le nord-ouest comme voie rapide. Elle passe par Granite Falls, Lenoir, Blowing Rock et Boone, où elle rencontre la US 421. Les routes forment un multiplex vers l'ouest jusqu'à Vilas. À partir de Boone, la route devient une route à deux voies plus sinueuse dans les montagnes.
À l'ouest de la séparation d'avec la US 421, la US 321 atteint la frontière du Tennessee.

### Tennessee
En entrant au Tennessee, la US 321 entre dans la Forêt nationale de Cherokee et continue vers l'ouest dans la vallée accidentée entre Pond Mountain au sud et Watauga Lake au nord. La route atteint ensuite une intersection avec la US 19E et elle la rejoint vers le nord. Le multiplex prend fin peu après, à Elizabethton. Là, la route change de direction: à Elizabethton, elle est indiquée en direction sud dans chacune des directions. Elle passe par Johnson City, Jonesborough et Greeneville en formant un multiplex avec la US 11E. Elle se sépare de la US 11E et continue vers le sud-ouest. Elle passe par Newport et Gatlinburg en longeant la limite nord du Parc national des Great Smoky Mountains. À Gatlinburg, elle prend la direction nord jusqu'à Pigeon Forge et se dirige à nouveau vers le sud-ouest jusqu'à Maryville. Elle traverse la ville et continue son trajet jusqu'à Lenoir City. Au nord-ouest de la ville, elle atteint son terminus alors qu'elle rencontre l'I-40. Au-delà de son terminus, la route se poursuit vers le nord comme SR 95.

## Intersections majeures
Caroline du Sud
 US 17 à Hardeeville
 US 601 près de Robertville
 US 278 à Fairfax
 US 301 à Ulmer. Les routes forment un multiplex jusqu'au nord-est d'Ulmer.
 US 78 à Denmark
 US 178 à North
 US 21 / US 176 à Dixiana. Les routes forment un multiplex jusqu'à Columbia.
 I-77 à Cayce
 I-26 à Cayce
 US 1 / US 378 à Columbia
 I-126 / US 76. La US 76 / US 321 forment un multiplex dans la ville.
 I-20 à Columbia
Caroline du Nord
 US 74 à Gastonia
 I-85 à Gastonia
 I-40 à Hickory
 US 70 à Hickory
 US 64 à Lenoir
 US 221 à Blowing Rock. Les routes forment un multiplex jusqu'à Boone.
 US 421 à Boone. Les routes forment un multiplex jusqu'à Vilas.
Tennessee
 US 19E près d'Elizabethton. Les routes forment un multiplex jusqu'à Elizabethton
 I-26 / US 19W / US 23 à Elizabethton
 US 11E à Elizabethton. Les routes forment un multiplex jusqu'à Greeneville.
 US 25 / US 70 à Newport. Les routes forment un multiplex dans la ville.
 I-40 à Newport. Les routes forment un multiplex jusqu'à Wilton Springs.
 US 441 à Gatlinburg. Les routes forment un multiplex jusqu'à Pigeon Forge.
 US 411 à Maryville
 US 129 à Maryville
 US 11 à Lenoir City
 I-75 à Lenoir City
 US 70 à Lenoir City
 I-40 / SR 95 près de Lenoir City